# كاربيتوسين
كاربيتوسين، يُباع تحت الاسم التجاري بابال وغيره، هو دواء يُسْتخدم لمنع النزيف المفرط بعد الولادة، خاصة بعد الولادة القيصرية.
تختلف الآثار الجانبية قليلاً عن عدم العلاج أو العلاج الوهميّ. لا ينصح باستخدامه للأشخاص المصابين بالصرع أو الإرجاج.